# گتا (پاپوش ژاپنی)

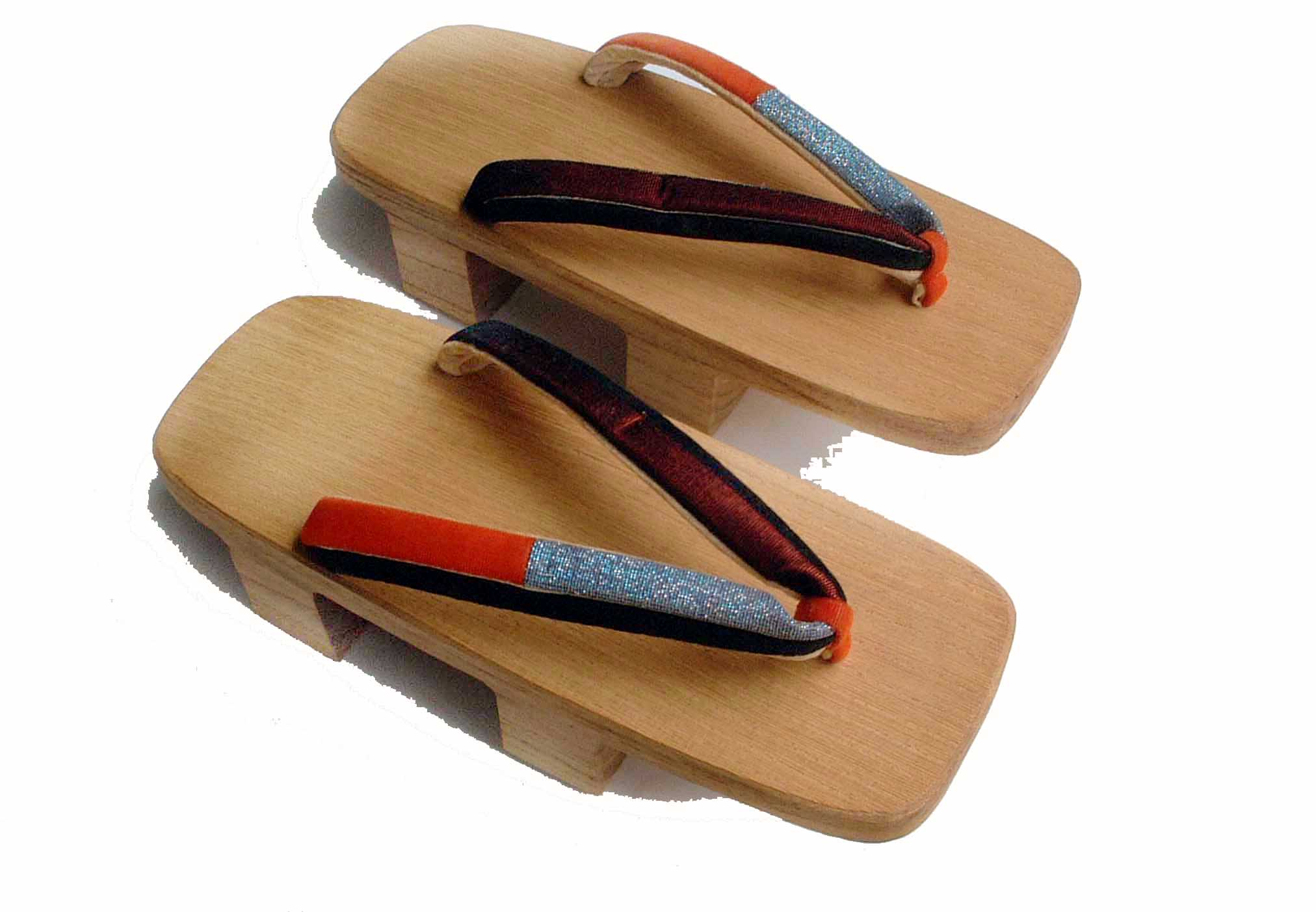
یک جفت گتا

گتا (geta - 下駄) نوعی پاپوش سنتی ژاپنی هست که به دمپایی لاانگشتی شباهت دارد. گتا نوعی صندل هست که از کفی چوبی و غالبا دو یا سه پاشنه دندانه شکل تشکیل شده و انگشتان پا در بین بند پارچه‌ای متصل به کفی، قرار می‌گیرد. گاهی برای افزایش طول عمر پاپوش، در پاشنه چوپی آن صفحه فلزی قرار داده می‌شود.

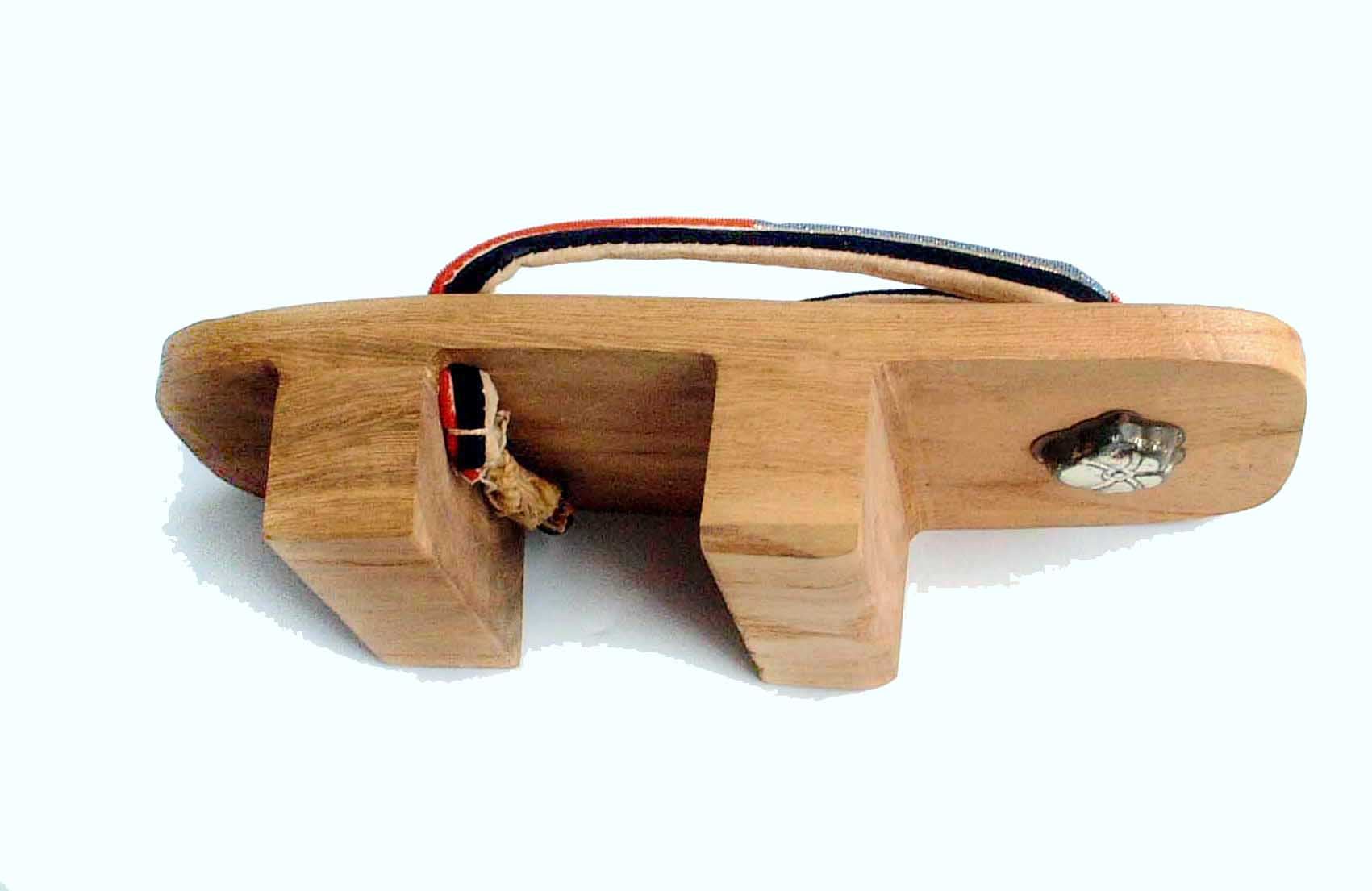
نما زیرین گتا و پاشنه های دندانه شکل

گتا معمولا با کیمونو تابستانی، غیر رسمی و بدون جوراب پوشیده می‌شود. 

گتا انواع مختلفی دارد که در برخی از آنها، ارتفاع پاشنه چوپی به بیست سانتی‌متر می‌رسد.